# Drosera bulbigena
Drosera bulbigena es una especie de planta erecta tuberosa perenne del género Drosera, endémica de Australia Occidental donde se encuentra cerca de Perth y al sur a lo largo de la costa.

## Descripción
Crece hasta alcanzar los 6,3 cm de altura. Produce flores blancas y altas desde agosto a octubre. Se encuentra en los pantanos y depresiones húmedas en invierno.

## Taxonomía
D. bulbigena fue descrita por Alexander Morrison y publicado en Transactions and Proceedings of the Botanical Society of Edinburgh 22, en el año 1903.
Etimología
Drosera: tanto su nombre científico –derivado del griego δρόσος (drosos): "rocío, gotas de rocío"– como el nombre vulgar –rocío del sol, que deriva del latín ros solis: "rocío del sol"– hacen referencia a las brillantes gotas de mucílago que aparecen en el extremo de cada hoja, y que recuerdan al rocío de la mañana.
bulbigena: epíteto latino que significa "con peciolos".